# Giulio Belletti
Giulio Belletti (Parma, 23 maggio 1957) è un pallavolista italiano.
Con oltre 40 stagioni di militanza nei campionati ufficiali della Federazione Italiana Pallavolo è uno degli atleti più longevi nel mondo della pallavolo italiana.

## Carriera
Giulio Belletti proviene da una famiglia di sportivi. Il padre, Armando Belletti, era infatti stato un buon portiere nei campionati  di calcio di serie C e B e la sorella maggiore Susanna Belletti era stata campionessa italiana di pallavolo femminile con il CUS Parma, allenata dal professor Giorgio Muzzi, nella stagione 1970-71.
Spinto soprattutto dal desiderio di ripercorrere la carriera della sorella, ha cominciato a giocare a pallavolo molto presto. A Parma, il suo allenatore nel settore giovanile è stato Claudio Piazza con il quale, anni dopo, ha vinto diversi titoli nazionali ed europei. Non ancora sedicenne, è stato aggregato per la prima volta come secondo palleggiatore nella prima squadra di Parma. Due anni dopo, nella stagione 1975-76 è entrato a far parte in maniera permanente della rosa della prima squadra di serie A1, diventando titolare l’anno successivo quando la squadra aveva la denominazione di Ipe Parma.
Sono state però le stagioni 1978-79 e 1979-80 quelle della definitiva esplosione di Giulio Belletti. Grazie anche agli ottimi risultati con la Veico Parma, gli si sono aperte le porte della nazionale, con la quale ha anche disputato le Olimpiadi di Mosca, insieme al compagno di squadra Antonio Bonini.
L’anno successivo, sempre a Parma, ha trovato poco spazio in campo in campionato, causa soprattutto al cambio di modulo della formazione che, passata al doppio palleggiatore-schiacciatore, non prevedeva più la presenza del suo ruolo di palleggiatore unico in campo.

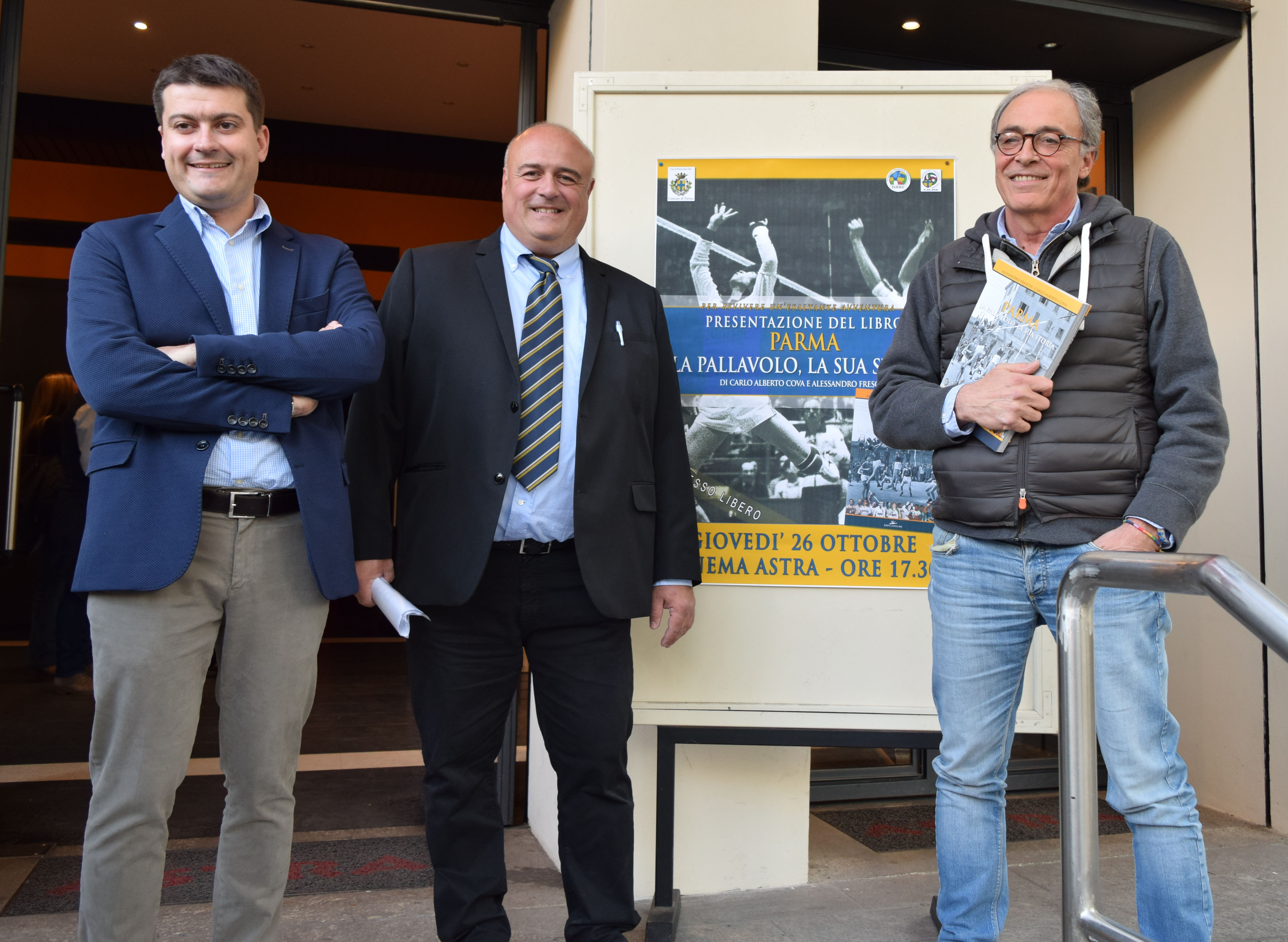
Da destra: Belletti a Parma nell'ottobre 2017 per la presentazione del libro Parma. La pallavolo, la sua storia con gli autori Carlo Alberto Cova e Alessandro Freschi.

Anche per questa ragione, l’anno successivo, ha cambiato casacca passando a un’altra grande formazione della storia della pallavolo mondiale, la Panini Modena.
Dopo un solo anno di permanenza modenese, dove nel ruolo di regista si era alternato con Alberto Faverio, ha deciso di rientrare a Parma che, nel frattempo, si era laureata campione d’Italia.
Pur sapendo di non avere molte possibilità di giocare titolare, ha accettato l’offerta fattagli dal direttore sportivo Aristo Isola e dal presidente Carlo Magri, per avere la possibilità di giocare con quello che lui aveva sempre considerato il più grande palleggiatore a livello mondiale: il coreano Kim Ho-Chul. La scelta ha pagato anche dal punto di vista dei risultati e la squadra di Parma rivince anche in quella stagione lo Scudetto e la Coppa Italia. La stagione successiva vincono anche la prima Coppa dei Campioni. Il medesimo trofeo continentale è rivinto anche la stagione successiva, ma in questa stagione Giulio Belletti ha occasione di giocare molto di più, alternandosi in campo con il palleggiatore della Nazionale Italiana Piero Rebaudengo, giunto a Parma per sostituire il regista coreano Kim Ho-Chul.
Nei due anni successivi Giulio Belletti trova diverse volte posto in campo alternandosi prima con lo stesso Rebaudengo e, successivamente, con il palleggiatore della nazionale francese Alain Fabiani. La stagione 1986-87 è l’ultima di Giulio Belletti nella Santàl Parma. In quella stagione ha ricoperto anche il ruolo di capitano. La squadra che è stata finalista nei play off, perdendo solo alla quinta partita contro la Panini Modena, e vincitrice della Coppa Italia.
Nelle stagioni 1987-88 e 1988-89 è rimasto sempre in A1 giocando nel Virgilio Mantova. Le due stagioni successive ha invece militato in serie A2 nella Transcoop Reggio Emilia .
Dalla stagione successiva ha cominciato una seconda carriera da giocatore che però lo ha visto impegnato in squadre minori di Parma di serie C e D. Nella stagione 2017-18, il neo-sessantenne Giulio Belletti sta ancora giocando da titolare nel campionato di serie D, nelle file dell'A.S.D. Baganzola, vicino a Parma, in squadra con ex campioni della pallavolo e del calcio, come Luca Bucci.
Nel 2009 ha vinto il titolo europeo over 50 ad Atene .
Nel settembre 2016 si è laureato campione del mondo over 55 a Vancouver. Nel 2019, a 62 anni, si è anche aggiudicato il titolo italiano over 45.

## Fuori dal campo
Anche se ha cominciato a lavorare in maniera professionale come grafico solo dopo il passaggio dalle categorie nazionali a quelle regionali, Giulio Belletti ha sempre mostrato talento e passione per questa materia. Molte volte gli è stato affidato il compito di disegnare loghi e locandine di manifestazioni pallavolistiche alle quali ha partecipato, come, per esempio, il logo del Mundialito per Club 1984.
Oltre ad essere stato un pallavolista di livello mondiale, Giulio Belletti è stato anche un buon calciatore e, una volta abbandonato i massimi palcoscenici nazionali pallavolistici, ha disputato anche alcuni campionati di calcio di livello provinciale, cimentandosi anche in partite di beneficenza fra ex campioni sportivi quali Marco Osio.

## Palmarès

### Club

#### Competizioni nazionali
- Campionato italiano: 1

Parma: 1982-83,
- Coppa Italia: 2

Parma: 1982-83, 1986-87

#### Competizioni internazionali
- CEV Champions League: 2

Parma: 1983-84, 1984-85